# Aero Chord
Alex Vlastaras, född 9 november 1991 i Aten, mer känd under sitt artistnamn Aero Chord, är en grekisk DJ och musikproducent inom Trap- och EDM-genren.
Aero Chord inledde 2013. I en intervju med Your EDM talade Vlastaras om ursprunget till namnet Aero Chord; "Ja, namnet var inte lätt att besluta om. Det tog mig minst två månader att titta igenom namngeneratorer och kombinera resultaten om och om igen tills något bra och meningsfullt och unik dök upp. När jag såg "Aero Chord" antar jag att det bara klickade. Jag började producera musik vid en ålder av 14 tror jag, inspirerad av en kusin till mig som gjorde Goa och psy-trance och hjälpte mig igenom mina första steg med Reason. Jag hade aldrig DJ:at mycket innan Aero Chord, jag visste jag bara att jag måste gå igenom produktionsprocesser innan för att få lite erkännande så jag såg ingen mening med det då."
Aero Chord har släppt sin musik på Monstercat, High Intensity och andra skivbolag. Hans låtar är vanligt förekommande på festivaler av stora namn i den elektroniska musikscenen som Diplo, Skrillex och DJ Snake.
Aero Chords låt "Surface" populariserades av Youtubes introduktionsmallar och förekommer i trailern för Need for Speed.